# District de Büren
Pour les articles homonymes, voir Büren.
Le district du Büren est l’un des 26 districts du canton de Berne en Suisse. La commune de Büren an der Aare est le chef-lieu du district. Sa superficie est de 88 km² et compte 14 communes :
- CH-3296 Arch
- CH-3263 Büetigen
- CH-3294 Büren an der Aare
- CH-3292 Busswil bei Büren
- CH-3264 Diessbach bei Büren
- CH-3293 Dotzigen
- CH-2543 Lengnau
- CH-3297 Leuzigen
- CH-3294 Meienried
- CH-2554 Meinisberg
- CH-3298 Oberwil bei Büren
- CH-2542 Pieterlen
- CH-3295 Rüti bei Büren
- CH-3251 Wengi